# Върховен съвет на СССР
Върховният съвет е парламентът на Съюза на съветските социалистически републики (СССР).
Върховният съвет на СССР се състои от Съвет на съюза и Съвет на националностите. В РСФСР/РФ се състои от Съвет на републиките и Съвет на националностите от 1990 до 1993. В съюзните и автономните републики е еднокамарен. Работи от 1936 до 1991 (СССР), от 1938 до 1993 (РСФСР и РФ), в Украйна съществува и до днес (Върховна рада).
Сградата му, разположена в Московския Кремъл, носи името Кремълски президиум.
Президиумът на Върховния съвет се избира от Върховния съвет на СССР, на съвместна сесия на двете камари, при първата сесия на всяко последващо свикване. Представителите в Президиума се избират за период, който съвпада с първия мандат на Върховния съвет. Президиумът на Висшия съвет се състои от Председател, неговите 15 представители (по един от всяка република на СССР), секретар, както и 20 члена. Президиумът е отговорен пред Върховния съвет на СССР за всички негови дейности.